# Honda Indy 300 2001
Honda Indy 300 2001 var den tjugonde och näst sista deltävlingen i CART World Series CART 2001. Racet kördes den 28 oktober på Surfers Paradise i Australien. Cristiano da Matta tog sin första seger sedan premiären i Monterrey, men den viktigaste händelsen var att Gil de Ferran säkrade titeln genom en fjärdeplats, platsen före mästerskapskonkurrenten Kenny Bräck.

## Slutresultat
| Plats | Förare               | Team                     | Grid | Kvaltid  |
| ----- | -------------------- | ------------------------ | ---- | -------- |
| 1     | Cristiano da Matta   | Newman/Haas Racing       | 3    | 1.32,552 |
| 2     | Michael Andretti     | Team Motorola            | 6    | 1.32,971 |
| 3     | Alex Tagliani        | Forsythe Racing          | 7    | 1.33,137 |
| 4     | Gil de Ferran        | Marlboro Team Penske     | 2    | 1.32,406 |
| 5     | Kenny Bräck          | Team Rahal               | 13   | 1.33,753 |
| 6     | Jimmy Vasser         | Patrick Racing           | 10   | 1.33,447 |
| 7     | Michel Jourdain Jr.  | Herdez Bettenhausen      | 16   | 1.33,998 |
| 8     | Christian Fittipaldi | Newman/Haas Racing       | 15   | 1.33,947 |
| 9     | Max Papis            | Team Rahal               | 14   | 1.33,843 |
| 10    | Memo Gidley          | Chip Ganassi Racing      | 23   | 1.34,754 |
| 11    | Patrick Carpentier   | Forsythe Racing          | 9    | 1.33,360 |
| 12    | Shinji Nakano        | Fernández Racing         | 18   | 1.34,143 |
| 13    | Alex Barron          | Arciero-Blair Racing     | 26   | 1.36,867 |
| 14    | Paul Tracy           | Team KOOL Green          | 4    | 1.32,605 |
| 15    | Scott Dixon          | PacWest Racing           | 8    | 1.33,209 |
| 16    | Tora Takagi          | Walker Racing            | 20   | 1.34,355 |
| 17    | Tony Kanaan          | Mo Nunn Racing           | 19   | 1.34,319 |
| 18    | Bryan Herta          | Zakspeed/Forsythe Racing | 22   | 1.34,721 |
| 19    | Adrián Fernández     | Patrick Racing           | 17   | 1.34,035 |
| 20    | Hélio Castroneves    | Marlboro Team Penske     | 11   | 1.33,476 |
| 21    | Bruno Junqueira      | Chip Ganassi Racing      | 21   | 1.34,476 |
| 22    | Roberto Moreno       | Patrick Racing           | 1    | 1.32,095 |
| 23    | Dario Franchitti     | Team KOOL Green          | 5    | 1.32,760 |
| 24    | Maurício Gugelmin    | PacWest Racing           | 25   | 1.35,567 |
| 25    | Oriol Servià         | Sigma Autosport          | 12   | 1.33,738 |
| 26    | Casey Mears          | Mo Nunn Racing           | 24   | 1.35,401 |